# Натриевая соль пропилового эфира пара-оксибензойной кислоты
Натриевая соль пропилового эфира пара-оксибензойной кислоты (англ. Sodium propyl para-oxybenzoate) — химическое соединение из группы производных парабенов. Это натриевая соль пропилпарабена. Зарегистрирована как пищевая добавка Е217 в Европейском союзе, однако позднее была запрещена к использованию в пищевой промышленности в странах ЕС, а также в России. На текущий момент используется в косметических средствах на водной основе (кремы, лосьоны, шампуни и т. д.).

## Описание и внешний вид
Представляют собой твёрдые бесцветные кристаллы с лёгким анестезирующим действием на языке без цвета и запаха, очень хорошо растворимые в воде. Они разлагаются при температуре выше 310°C. Добавка относится к категории консервантов

## Правовой статус
До 2005 года добавка использовалась в производстве мясных продуктов, в том числе бульонов, паштетов, а также желе и конфет с начинкой.. С 22 февраля 2005 года постановлением Роспотребнадзора от 18.01.2005 г. ввоз продуктов с использованием в их производстве Е217 запрещён, а с 1 марта 2005 года её использование запрещено в пищевой промышленности России.
С 2006 года Е217 больше не разрешена к применению в качестве пищевой добавки в странах Европейского союза и Швейцарии по соображениям безопасности. Несмотря на то, что в исследовании на животных было показано вредное влияние вещества на женскую репродуктивную систему, вещество разрешено в качестве консерванта в лекарствах, поскольку позднее было установлено допустимое суточное потребление для детей и взрослых, при котором вредного эффекта обнаружено не было.

## Токсичность
Добавка Е217 может вызывать головные боли, расстройство кишечника, раковые опухоли, гиперактивность у детей и др. Консервант Е217 противопоказан астматикам, гипотоникам и аллергикам. Кроме того, добавка Е217 отрицательно влияет на нервно-сосудистую систему.